# Trichoniscus alexandrae
Trichoniscus alexandrae là một loài chân đều trong họ Trichoniscidae. Loài này được Caruso miêu tả khoa học năm 1978.